# Komorniki (village)
Pour les articles homonymes, voir Komorniki.
Komorniki (prononciation : [kɔmɔrˈniki]) est un village de Pologne, situé dans la voïvodie de Grande-Pologne. Elle est le chef-lieu de la gmina de Komorniki, dans le powiat de Poznań.
Il se situe à 21 kilomètres au sud-ouest du centre de Poznań (siège du powiat et capitale régionale).
Le village possède une population de 5 000 habitants.

## Histoire
De 1975 à 1998, Komorniki faisait partie du territoire de la voïvodie de Poznań.

Depuis 1999, le village fait partie du territoire de la voïvodie de Grande-Pologne.

## Voies de communications
La route nationale 5 (qui relie la frontière tchèque à Lubawka à Nowe Marzy) passe par le village.
 Komorniki est également desservi par la sortie  7 Poznań Komorniki de l'autoroute polonaise A2.